# Желтоножська Тетяна Борисівна
Желтоножська Тетяна Борисівна (нар.19 квітня 1949, м. Беліц, Німеччина) — радянська та українська вчена-хімік, доктор хімічних наук (2003) та професор (2006)..

## Біографія
Желтоножська Тетяна Борисівна закінчила у 1972 р Московський університет. Відтоді працювала в Київському університеті. З 2000 р. — провідний науковий співробітник кафедри хімії високомолекулярних сполук КНУ.
З 2019 року працює в Інституті хімії високомолекулярних сполук НАН України старшим науковим співробітником, а з 2021 року - провідним науковим співробітником.
Професійна кар’єра: молодший науковий співробітник (1972–1987), науковий співробітник (1987–1989), старший науковий співробітник (1990–1999), провідний науковий співробітник (починаючи з 2000 року). Вона стала керівником наукової групи з 1990. Наукове зростання: кандидат хімічних наук (1988, тема дисертації “Комплексоутворення структурно некомплементарних макромолекул в системі полікислота – неіоногенний полімер”), доктор хімічних наук (2003, тема дисертації “Інтер- та інтрамолекулярні полікомплекси в процесах флокуляції та сорбції”); має наукові звання: старший науковий співробітник (1996), професор за спеціальністю 02.00.06 – хімія високомолекулярних сполук (2006), а також урядову і державну нагороди: медаль “За наукові досягнення” від Міністерства освіти і науки України (2006) та почесне звання “Заслужений діяч науки і техніки України” (2014).
Т.Б. Желтоножська підготувала 6 кандидатів наук за спеціальністю 02.00.06 – хімія високомолекулярних сполук: Н.В. Куцевол (2002, тема дисертації “Щеплені кополімери на основі хімічно комплементарних полівінілового спирту та поліакриламіду з різною кількістю прищеплених ланцюгів”), Т.В. Вітовецька (2003, тема “Полімераналогічні перетворення в прищеплених кополімерах для створення функціональних матеріалів природоохоронного призначення”), Н.П. Пермякова (2003, тема “Інтермолекулярні полікомплекси, утворені водневими зв'язками, як нові функціональні матеріали”), І.І. Ракович (2003, тема “Щеплені кополімери поліакриламіду до полівінілового спирту з різною довжиною прищеплених ланцюгів”), С.В. Федорчук (2013, тема “Інтрамолекулярні полікомплекси в триблок-кополімерах на основі поліетиленоксиду та поліакриламіду”), С.В. Парцевська (2017, тема Блок-кополімери на основі поліетиленоксиду, полікапролактону і поліакриламіду та їх міцелярні наноконтейнери).

## Основні наукові дослідження
Основний напрям наукових досліджень — фізико-хімія гетерополімерних систем (інтер- та інтрамолекулярних полікомплексів, блок- і прищеплених кополімерів, полімер-неорганічних сполук), багатокомпонентні полімер-колоїдних систем на основі полікомплексів.
Наукові інтереси:
дизайн та дослідження фізико-хімічних і функціональних властивостей гетерополімерних сполук, полімер/неорганічних гібридів і багатокомпонентних наносистем на основі міцел блок-кополімерів, гібридних сполук, наночастинок металів та лікарських субстанцій для нанотехнологій, біомедицини, сільського господарства, захисту навколишнього природного середовища.
Наукові досягнення:
- Піонерські дослідження матричної блок- та прищепленої кополімеризації за участю хімічно комплементарних полімерних компонентів.

- Відкриття особливого класу полімерних сполук серед блок- і прищеплених кополімерів, які були названі інтрамолекулярними полікомплексами (ІнтраПК).

- Розробка методології прямого (одностадійного) синтезу полімер/неорганічних гібридів на основі наночастинок кремнезему без попередньої модифікації їх поверхні.

- Створення високоефективних українських флокулянтів “Unicomfloc” на основі інтрамолекулярних полікомплексів та полімер/неорганічних гібридів для очищення природної води на водопровідних станціях.

- Створення міцелярних та міцелоподібних наноконтейнерів і нанореакторів на основі асиметричних диблок- і триблок-кополімерів та полімер/неорганічних гібридів з гідрофільними біосумісними та біодеградабельними комплементарними компонентами для доставки ліків (преднізолону, вітаміну Е, доксорубіцину, еумеланіну) в живих організмах та in situ синтезу наночастинок благородних і магнітних металів (AgНЧ, NiНЧ, СоНЧ).

- Розробка методів контролю кінетики і виходу наночастинок металів в процесах in situ утворення для випадків наявності та відсутності в УФ-видимому спектрі смуги поверхневого плазмонного резонансу наночастинок.

- Синтез нових термочутливих полімерних гібридів типу: наногелеве “ядро” – полімерна “корона” на основі природного гетерополісахариду ксантану та полі-N-ізопропілакриламіду.

- Спільно з колегами із Національного університету біоресурсів та природокористування (НУБІП) України розробка ряду нових ефективних нанобіотехнологій для тваринництва, птахівництва та рибного господарства.

## Наукові проекти
Наукові проекти, виконані Т.Б. Желтоножською як відповідальним виконавцем,  науковим керівником та науковим керівником підрозділу держбюджетних тем на хімічному факультеті КНУ імені Тараса Шевченка: 
- “Багатокомпонентні полімервмісні дисперсні системи на основі полікомплексів” (1990–1993)
- “Синтез і дослідження властивостей інтер- та інтрамолекулярних полікомплексів” (1994-1996)
- “Моделювання і аналіз багатокомпонентних водних дисперсій в процесах їх флокуляції полікомплексами” (1997-1998)
- “Нові полімерні флокулянти для очищення природної води від завислих речовин та радіонуклідів” (1999-2001)
- “Прищеплена кополімеризація з елементами матричного синтезу в розробці полімерів природоохоронного призначення” (2002-2005)
- “Гетерополімерні системи та прищеплені полімер/неорганічні гібриди для нанотехнологій, медицини та захисту навколишнього природного середовища” (2006-2010)
- “Нанорозмірні блок-кополімерні системи для адресної доставки лікарських препаратів та синтезу наночастинок металів” (2011-2013)
- “Міцелярні та міцелоподібні структури гетерополімерів та полімер/неорганічних гібридів для нанотехнологій” (2014-2015)
- “Гетерополімерні міцели для доставки лікарських препаратів і синтезу наночастинок металів” (2016-2018).

Наукові проекти, виконані нею як відповідальним виконавцем в ІХВС НАНУ: 
- “Органо-неорганічні наночастинки та нанокомпозити на основі природних і синтетичних полімерів” (2019-2022)
- “Мультифункціональні гібридні нанокомпозити на основі природних і синтетичних полімерів та наночастинок металів” (2023-2026)

## Основні наукові праці
Статті Желтоножської Т.Б. в Google Scholar та Scopus
- 1. Гетерополімерні системи та їх можливості в процесах флокуляції дисперсних систем // Наук. зап. Київ. ун-ту. Хім. ф-т. 2004. Т. 14;
- 2. Т. Б. Желтоножская, Н. Е. Загданская, О. В. Демченко, Л. Н. Момот, Н. М. Пермякова, В. Г. Сыромятников, Л. Р. Куницкая Привитые сополимеры с химически комплементарными компонентами — особый класс высокомолекулярных соединений [Архівовано 5 жовтня 2021 у Wayback Machine.] // Успехи Химии. 2004. Т. 73, № 8; https://doi.org/10.1070/RC2004v073n08ABEH000901
- 3. Т. Б. Желтоножская, С. В. Федорчук, В. Г. Сыромятников Процессы получения линейных блок-сополимеров [Архівовано 5 жовтня 2021 у Wayback Machine.] // Там само. 2007. Т. 76, № 8;  https://doi.org/10.1070/RC2007v076n08ABEH003696
- 4. Intramolecular polycomplexes in block and graft copolymers // In Hydrogen-Bonded Interpolymer Complexes. Formation, Structure and Applications. Singapore;
- 5. London; New Jersey, 2008; Inter- and intramolecular polycomplexes in polydispersed colloidal systems // Там само (усі — співавт.).
- 6. Permyakova, N., Zheltonozhskaya, T., Ignatovskaya, M., Maksin, V., Iakubchak, O., & Klymchuk, D. (2018). Stimuli-responsive properties of special micellar nanocarriers and their application for delivery of vitamin E and its analogues. Colloid and Polymer Science, 296(2), 295-307.
- 7. Permyakova, N. M., Zheltonozhskaya, T. B., Karpovsky, V. I., Postoy, R. V., Maksin, V. I., Partsevskaya, S. V., Klepko, V. V. (2021). Compositions of α-tocopheryl acetate with micellar nanocarriers and their possible use as biologically active additives. Applied Nanoscience, 1-19.